# Système sexagésimal

Signes numériques « proto-cunéiformes » avec le système sexagésimal (60, 600, 3600, etc.).

Le système sexagésimal est un système de numération utilisant la base soixante.
Contrairement à la plupart des autres systèmes numériques, le système sexagésimal n'est pas utilisé en informatique ou en logique pure, mais est pratique pour la mesure des angles et des coordonnées géographiques. L'unité standard du sexagésimal est le degré (360 degrés), puis la minute (60 minutes = 1 degré) puis la seconde (60 secondes = 1 minute). L'usage moderne du sexagésimal est assez proche de celui de la mesure du temps, dans lequel il y a 24 heures dans une journée, 60 minutes dans une heure et 60 secondes dans une minute. La mesure moderne du temps correspond de façon arrondie à la durée de la rotation de la Terre (jours) et de sa révolution (année). Les temps qui sont plus petits que la seconde sont mesurés avec le système décimal.
La notation sexagésimale est également connue sous le nom DMS (degré-minute-seconde) alors que la notation décimale est connue sous le nom DD (degré décimal).
La base soixante utilise soixante symboles chiffres, généralement notés 0, 1, 2, 3, 4, 5, 6, 7, 8, 9, 10, 11, 12, 13, 14, 15, 16,..., 59, et fournit des écritures de nombres plus compactes qu'une base plus petite. Ainsi, un nombre pourra s'écrire (1,56,24) et comportera trois chiffres : 1, 56 et 24 (sa représentation équivalente en base dix compte 4 chiffres : 6, 9, 8 et 4).

## Histoire

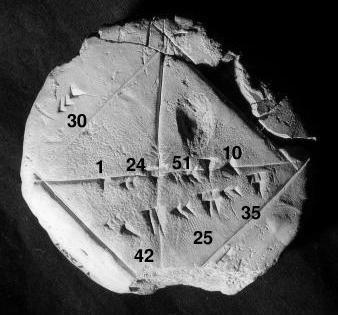
Photographie de la tablette YBC 7289 avec des annotations montrant l'approximation de la √2 par une numération sexagésimale.

Le système sexagésimal semble avoir été utilisé pour la première fois par les Sumériens au IIIe millénaire av. J.-C. puis, au IIe millénaire av. J.-C., par les Babyloniens, qui ont inventé la numération mésopotamienne, comme en témoigne la tablette Plimpton 322.
La mesure du temps en Chine suit le cycle sexagésimal chinois entre 1191 et 1154 av. J.-C (dynastie Shang).
Le calendrier hindou fait de même depuis 3102 av. J.-C.. Il a également été utilisé par les Indiens, qui ont pu l'emprunter aux Grecs de l'Antiquité, et qui l'utilisaient après l'époque d'Alexandre.
En Inde, la position du chiffre sexagésimal était dénommé l'ouss ; l'ouss du degré était zéro, d'après al-Maridini,.
En Inde, l'usage du zéro sexagésimal est recommandé, selon al-Maridini, afin de ne pas perdre la position des chiffres.
Le système sexagésimal a également été utilisé dans la culture arabe, qui l'a emprunté à la culture indienne, vers l'époque d'al-Maridini.
Il a beaucoup été utilisé par les astronomes et géographes grecs, tels Ptolémée ou Théon d'Alexandrie, qui nous laissent une méthode pour calculer la racine carrée de nombres écrits dans le système sexagésimal. Par la suite, il a été utilisé également dans le monde arabo-musulman pendant la dynastie des Omeyyades, en particulier dans les versions du zij du mathématicien ouzbek Al-Khwârizmî, aujourd'hui connues sous le nom de « table indienne », et par des mathématiciens européens comme Fibonacci.
Ptolémée ou Théon n'ont utilisé le système sexagésimal que pour les sous-mesures de l'unité.
Des influences du système sexagésimal ont pu subsister assez longtemps dans la vie quotidienne et marchande, notamment pour certaines dénominations comme once, quintal, douzaine, demi-douzaine et Schock allemand.
Aujourd'hui, ce système sexagésimal ancien et accepté reste largement utilisé pour compter les minutes et les secondes, par la force de son ancrage, malgré certaines propositions d'utilisation de systèmes décimaux.

### Ouvrages anciens
Le traité préfacé par al-Maridini contient dix chapitres relatifs aux sujets suivants : addition, soustraction, table de multiplication sexagésimale nommée d'après la raison du rapport sexagésimal et de la raison pour laquelle on l'a dressée, détermination de l'espèce du produit de la multiplication, multiplication des quantités composées, espèce de la division et résultat de la division, extraction de racine, preuve et interpolation.

### Notions métaphysiques
Selon certains aspects ésotériques, Hoang-ti aurait conçu le cycle sexagésimal des caractères et les douze tons musicaux.

## Compter avec ses mains
Certains peuples, comme les Vietnamiens, comptent leurs phalanges avec le pouce ; le pouce défile sur les trois phalanges des quatre autres doigts, soit douze phalanges.
Si par ailleurs on utilise les doigts de l'autre main pour les retenues, on a cinq retenues, soit 5×12 = 60 nombres. Selon l'historien des calculs Georges Ifrah, on peut supposer que la numération en base 60 vient de là.
Si on utilise les phalanges de l'autre main pour les retenues, soit 12 phalanges, on a 12×12 = 144 nombres, ce qui permet donc de compter jusqu'à 144+12 = 156 sur ses doigts.

## Raisons d'être
Plusieurs raisons d'être du système sexagésimal ont été proposées :
- pour Théon d'Alexandrie, c'est le plus petit nombre à contenir autant de diviseurs, ce que considère également Wallis ;
- Formaleoni et Cantor font le rapprochement avec les 360 jours (environ) de l'année ;
- Hoppe établit un lien avec les triangles équilatéraux.

## Propriétés mathématiques

### Fractions
La base 60 a beaucoup plus de diviseurs (1, 2, 3, 4, 5, 6, 10, 12, 15, 20, 30 et 60) que la base dix (1, 2, 5 et 10) et soixante est le plus petit nombre divisible à la fois par 1, 2, 3, 4, 5 et 6. Cela a pu être un énorme avantage tant que l'algorithme actuel de la division n'était pas connu.
Cette numérotation a fini par être délaissée par les civilisations suivantes, et aujourd'hui, elle ne reste utilisée que pour des usages spécifiques telle que la division d'heures et degrés en minutes et en secondes. Les propriétés mathématiques si elles ont pu être délaissés et devenir plus ou moins méconnues restent inchangées.

### Rémanence
Cependant, avec la généralisation de la numération décimale de position, cette caractéristique a perdu beaucoup de son intérêt. Il arrive par exemple que, dans l'industrie ou le tertiaire, les durées soient exprimées en dixièmes d'heure (sociétés de conseil) ou en centièmes d'heures (chronométrage industriel). Malgré des tentatives d'introduction du système décimal, l'utilisation de sous-multiples sexagésimaux de l'heure perdure en raison de la grande ancienneté de ceux-ci et de leur universalité[réf. nécessaire]. De même, on divise parfois le degré d'angle ou d'arc en centièmes, plutôt qu'en minutes et secondes (voir conversions ci-dessous).

### Inversibilité et factorisation
Les Babyloniens utilisaient des tables d'inverses. Par exemple :
1/2 = 0 + 30/60
1/3 = 0 + 20/60
1/4 = 0 + 15/60
1/5 = 0 + 12/60
1/6 = 0 + 10/60
1/8 = 0 + 7/60 + 30/60²
1/9 = 0 + 6/60 + 40/60²
1/10 = 0 + 6/60
1/12 = 0 + 5/60
1/15 = 0 + 4/60
1/20 = 0 + 3/60
1/30 = 0 + 2/60
1/40 = 0 + 1/60 + 30/60²
1/60 = 0 + 1/60
De manière plus générale, les Babyloniens ne connaissant pas la décimale, celle-ci n'était pas écrite, elle était implicite. À la manière dont on sait qu'une bouteille de 75 centilitres, contient à la fois trois quarts de litres et 75 centilitres, ou que 75 % représente les trois quarts.
Une des propriétés est que les nombres qui peuvent s'écrire comme puissance de 3, 4 (ou 2) et 5 sont inversibles.
Le calcul de l'inverse consiste à trouver le nombre avec lequel le produit sera une puissance de 60 — dans notre exemple 3600 —. Pour les nombres dont les facteurs premiers sont 2, 3 et 5, cet inverse est exact. Il peut se calculer en prenant en compte dans le nombre recherché (l'inverse) les facteurs non pris en compte dont le nombre d'origine, sachant que 3600 = 9 × 25 × 16.

## Conversions

### Conversion de minutes et secondes en fraction décimale de degré
Les coordonnées géographiques sont souvent données en degrés (1/90 d'angle droit), minutes d'arc (1/60 de degré) et secondes d'arc (1/60 de minute d'arc), ce qui n'est pas gênant pour les ordinateurs qui travaillent en binaire. Cependant les informaticiens jugent parfois le système sexagésimal peu pratique à manipuler et, sans aller jusqu'à utiliser les grades (le grade étant 1/100 d'angle droit), préfèrent convertir les minutes et secondes en fractions décimales de degré (on emploie couramment dans ce cas le terme de "degrés décimaux", au risque de confusion avec les grades).
Formulation générale : latitude (degrés décimaux) = degrés + (minutes / 60) + (secondes / 3600)
Exemple : Soit une latitude de 45° 54' 36" (45 degrés, 54 minutes et 36 secondes).

Exprimée en degrés et fraction décimale de degré, la latitude sera :
latitude = 45 + (54 / 60) + (36 / 3600) = 45,91°

### Conversion d'une fraction décimale de degrés en minutes et secondes
Exemple : soit une longitude de 121,136°.
1. Le nombre avant la virgule indique les degrés ⇒ 121°
2. Multiplier le nombre après la virgule par 60 ⇒ 0,136 * 60 = 8,16
3. Le nombre avant la virgule indique les minutes (8')
4. Multiplier le nombre après la virgule par 60 ⇒ 0,16 * 60 = 9,6
5. Le résultat indique les secondes (9,6").
6. La longitude est donc de 121° 8' 9,6"